# تشهاردة (رستاق)
تشهاردة (بالفارسية: چهارده) هي قرية تقع في إيران في Rostaq Rural District. يقدر عدد سكانها بـ 140 نسمة بحسب إحصاء 2016.